# غريغ غارسيا (لاعب كرة قاعدة)
غريغ غارسيا (بالإنجليزية: Greg Garcia)‏ هو لاعب كرة قاعدة أمريكي، ولد في 8 أغسطس 1989 في إل كاجون في الولايات المتحدة.

## وصلات خارجية
- غريغ غارسيا على موقع دوري كرة القاعدة الرئيسي (الإنجليزية)
- غريغ غارسيا على موقعبيزبول رفرنس.كوم (الدوري الرئيسي) (الإنجليزية)
- غريغ غارسيا على موقعبيزبول رفرنس.كوم (الدوري الثانوي) (الإنجليزية)
- غريغ غارسيا على موقع إي إس بي إن.كوم (أم.أل.بي) (الإنجليزية)
- غريغ غارسيا على موقع مشجعي الرسوم البيانية (الإنجليزية)